# Carne bovina

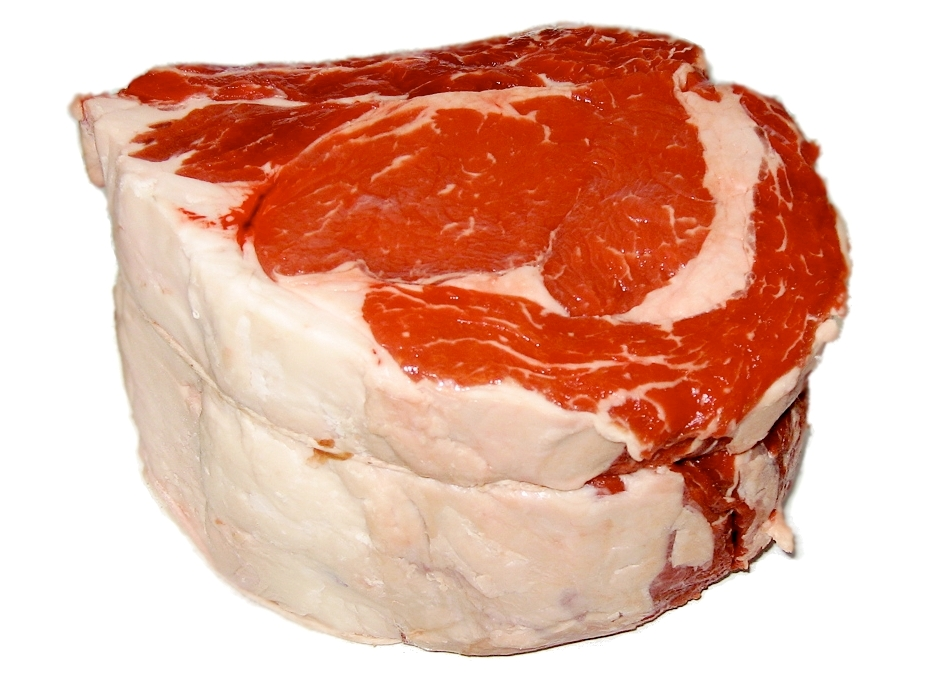
Costela de boi crua

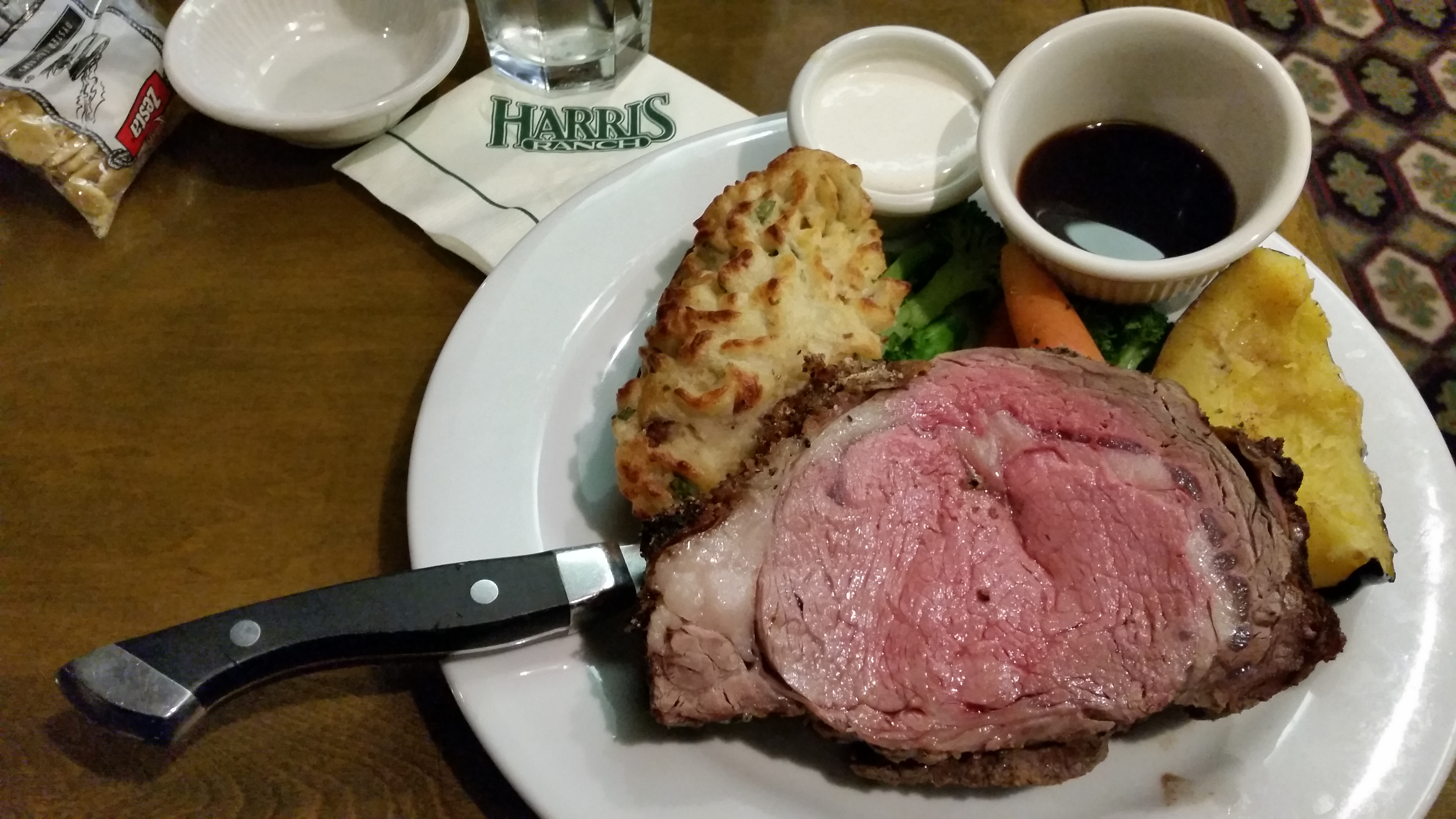
Uma porção de costela assada

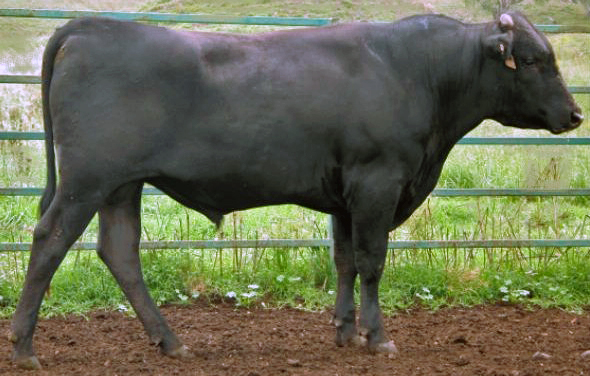
O gado Wagyu é um exemplo de uma raça criada principalmente para carne

A carne bovina é um tipo de alimento extraído dos bovinos, especialmente do gado doméstico, considerado uma das variedades de carne mais consumidas na Europa, nas Américas e na Austrália, e muito importante na alimentação de populações da África, Ásia Oriental e Sudeste Asiático. A carne bovina é um tabu culinário em algumas culturas; seu consumo é proibido pelo hinduísmo, religião que reverencia os bovinos, e é desencorajado pelos budistas. 
A carne muscular pode ser cortada em bifes, em peças, desfiada ou moída. O sangue bovino também utilizado em algumas das variedades de morcelas. Outras partes costumeiramente consumidas incluem o rabo, a língua, tripa (de seu estômago), diversas glândulas, como o pâncreas, o timo e as molejas, além do coração e do cérebro (proibido onde existe o risco da encefalopatia espongiforme bovina, a popular 'doença da vaca-louca'), o fígado, os rins e os testículos do touro (carne especialmente macia, conhecida nos Estados Unidos como "ostras das Montanhas Rochosas" ou "ostras da pradaria"), e até mesmo os intestinos e as mamas. Os ossos bovinos são aproveitados pelo tutano e como caldo.
A carne de bois e vacas são praticamente equivalentes, com a exceção de que os bois têm um pouco menos de gordura e mais músculo, quando criados em condições iguais. Dependendo da situação econômica, o número de vacas mantidas para a reprodução varia; as adultas são usadas para fornecer carne quando já passaram a sua plenitude reprodutiva. A carne de vacas e bois mais velhos costuma ser mais dura, e por este motivo costuma ser moída. O gado criado para a obtenção de carne pode ter a liberdade de pastar em campos ou planícies, ou pode estar confinado em currais, onde costumam ser cuidadas de maneira coletiva e semi-industrial, sob uma alimentação balanceada.
Os Estados Unidos, o Brasil, o Japão e a China são os quatro maiores consumidores de carne bovina. Os maiores exportadores de carne bovina são a Austrália, o Brasil, a Argentina e o Canadá. A produção de carne também é importante para a economia do Uruguai, Nicarágua, Rússia e México.
A produção de carne bovina causa uma pegada ecológica extraordinariamente alta por grama de proteína.

## Produção mundial de carne bovina

O gado bovino é a terceira carne mais consumida no mundo

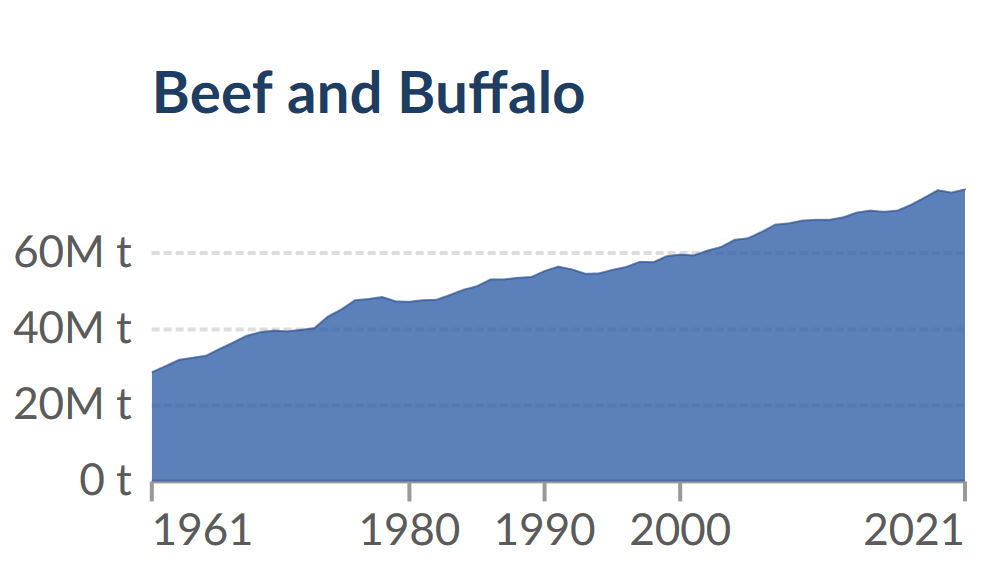
A produção de carne bovina (e de búfalo) cresceu substancialmente nos últimos 60 anos

| País                                     | Produção em 2018 (milhões de toneladas anuais) |
| ---------------------------------------- | ---------------------------------------------- |
| Estados Unidos                           | 12,2                                           |
| Brasil                                   | 9,9                                            |
| China                                    | 5,8                                            |
| Argentina                                | 3,0                                            |
| Austrália                                | 2,2                                            |
| México                                   | 1,9                                            |
| Rússia                                   | 1,6                                            |
| França                                   | 1,4                                            |
| Canadá                                   | 1,2                                            |
| Alemanha                                 | 1,1                                            |
| Fonte: Food and Agriculture Organization |                                                |

## Cortes

### No Brasil
Os tipos de cortes de carne bovina no Brasil:
Dianteiro
- Acém;
- Pescoço - Há bons pratos com essa parte do animal;
- Cupim - Usada em churrasco ou em pratos que contenham pouca gordura, pois por natureza é a parte mais gordurosa do boi, é o local onde o animal guarda a sua reserva alimentar;

Cortes de carne do Brasil.

- Paleta;
- Peito;

Costela
- Costela;
- Fraldinha - Usada em churrasco;
- Ponta de agulha

Traseiro
- Alcatra;
- Capa de filé;
- Entrecôte ou chuleta;
- Contra filé;
- Coxão duro;
- Coxão mole;
- Filé da costa;
- Filé mignon
- Lagarto;
- Músculo dianteiro;
- Músculo traseiro;
- Patinho;
- Picanha - Usada em churrasco;
- Ponta de alcatra ou maminha;

Miúdos
- Animela
- Bucho ou estômago
- Carne de Cabeça
- Cérebro
- Coração
- Fígado
- Lábio
- Língua
- Medula
- Omasso
- Pulmão
- Queixada
- Rabo
- Rim
- Supra-Renal
- Tendão

### Em Portugal

Cortes de carne de Portugal.

Os tipos de cortes de carne bovina em Portugual:
- Cachaço
- Maça do peito
- Pá/Paleta, agulha, peito alto
- Chambão
- Coberta do acém, acém comprido
- Prego do peito, aba da costela
- Rosbife, acém, redondo, vazia, entrecôte
- Lombo
- Aba grossa
- Cheio da alcatra
- Alcatra
- Perna
- Pojadouro, ganso, rabadilha
- Aba delgada

## Denominação de origem protegida
Em Portugal existem nove tipos de carne bovina com a denominação de origem protegida (DOP):
- Carnalentejana [10]
- Carne Arouquesa [11]
- Carne Barrosã [12]
- Carne Cachena da Peneda [13]
- Carne de Bravo do Ribatejo [14]
- Carne da Charneca [15]
- Carne Marinhoa [16]
- Carne Maronesa [17]
- Carne Mertolenga [18]
- Carne Mirandesa [19]

A Denominação de Origem Protegida é uma lei que protege os nomes batixzados na culinária regional.